# Merenptah
Merenptah, uralkodói nevén Baenré (i. e. 1269 – i. e. 1203.) az ókori egyiptomi XIX. dinasztia negyedik fáraója i. e. 1213-tól haláláig. Édesapja, a legendás II. Ramszesz hosszú uralkodása után, már idős emberként került a trónra. Főbb tettei közé tartoznak az Egyiptom békéjét fenyegető líbiai törzsszövetség és a tengeri népek elleni győztes hadjárat, valamint egy halotti templom építése, mely nem maradt fenn. Szép kidolgozású sírja a Királyok völgyében található (KV8).

## Családi háttere
Dinasztiája legnagyobb és leghosszabb ideig uralkodó fáraójának, II. Ramszesznek tizenharmadik fiaként született Iszetnofrettől, attól a királynétól, aki Nofertari után Ramszesz legfontosabb felesége volt. Két sztélén, melyeket bátyja, Haemuaszet állíttatott Asszuánban, illetve Gebel esz-Szilszilében, szüleivel és testvéreivel ábrázolják, ez alapján úgy tűnik, Merenptah Iszetnofret negyedik gyermeke volt Ramszesz, Bintanath és Haemuaszet után. Lehetséges, hogy volt egy Iszetnofret nevű húga is, aki esetleg későbbi feleségével azonos.

## Trónra lépéséig
Rendkívül hosszú életű apja túlélte első tizenkét fiát, így lett Merenptah a trónörökös apja 55. uralkodási éve körül, a negyedikként, aki betöltötte ezt a pozíciót Amonherkhopsef, Ramszesz és Haemuaszet hercegek után. Előtte a hadseregben szolgált – a 21. uralkodási évben például féltestvérével, Széthemwiával hadjáratot vezetett Núbiába. Trónörökössé történt kinevezése után eleinte a Memphisztől északra eső területeket felügyelte, hatalma azonban fokozatosan nőtt, apja uralkodásának utolsó tizenkét évében már gyakorlatilag ő kormányzott hanyatló egészségű apja helyett.

## Uralkodása

### Hadjáratai

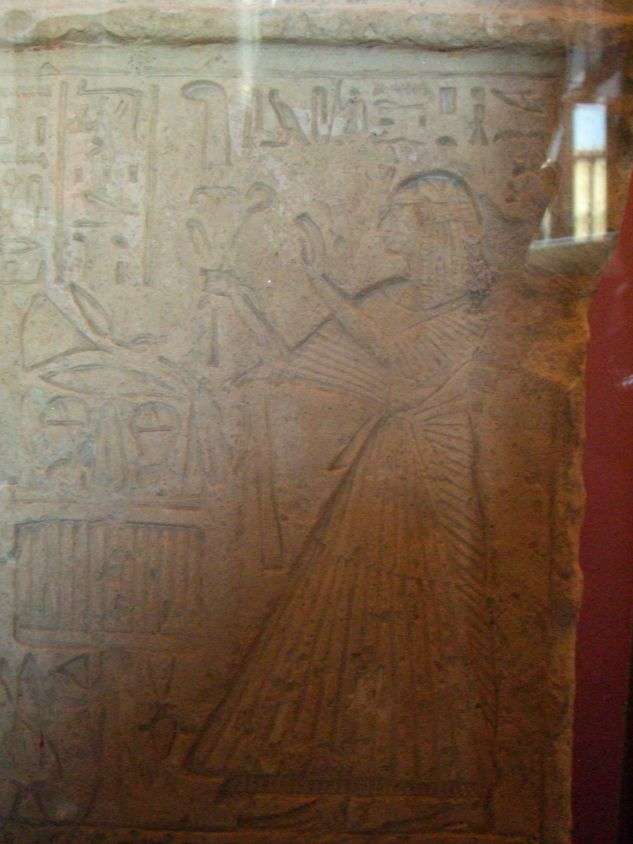
Merenptah még herceg korában

Merenptah, mire trónra került, már hatvan körül járt, mégis energikusan kormányozta tovább az országot, ahogy apja uralkodásának utolsó évtizedében is tette. Szükség is volt az erőskezű uralkodóra: a Földközi-tenger térségében válság alakult ki, Mükéné gazdasága meggyengült, éhínség tombolt Görögországban, Anatóliában és Egyiptom szövetségeseinél, a hettitáknál is, akiknek Merenptah egy karnaki felirata alapján gabonát küldött. Nomád népcsoportok fosztogatták a gazdag városállamokat, a tengeren kalózok garázdálkodtak. A kánaáni vazallusok szokásukhoz híven a fáraó halálának hírére lázadással reagáltak, a Nílus-deltába már korábban is gyakran betörő líbiaiak pedig új tervvel álltak elő: szövetséget kötöttek a tengeri népekkel – köztük az akhájokkal, lükiaiakkal, sardanákkal (szardíniaiak vagy szardeisziek), turusákkal (etruszkok vagy tarszosziak) és a sekelesekkel (talán szicíliaiak), hogy területeket foglaljanak el a Nílus deltavidékén. A törzsszövetség élén a libu törzs állt, Líbia névadói, királyuk Merey, Did fia volt. Ügyes taktikai húzásként megpróbáltak lázadást kirobbantani Núbiában, hogy megosszák az egyiptomi haderőket.
Merenptah uralkodásának első öt évében először kelet felé indított hadjáratot. Nem tudni, a győztes csatákat személyesen irányította, vagy fiát, Széthi-Merenptahot küldte a seregek élén a keleti városállamokhoz, mindenesetre sikeresen megszilárdította Egyiptom hatalmát a térségben. Az 5. évben tudomást szerzett a líbiaiak szervezkedéséről. Először visszaverte a nyugat felől közeledő, 16 000 fős líbiai sereget egy véres csatában, melyben több mint 6000 líbiai halt meg, majd délnek indult, és leverte a núbiaiakat, akik fellázadtak, de már későn, és nem tudtak segíteni líbiai szövetségeseiken. A líbiaiak közül sok fogságba is esett, őket Merenptah a Delta-vidéken katonai kolóniákba telepítette le; leszármazottaik később, a harmadik átmeneti korban nagy politikai hatalomra tettek szert.
Dicső győzelmeit Merenptah a ma Merenptah-sztéléként ismert feliraton örökítette meg, melyet III. Amenhotep halotti templomából szállítottak át Merenptah templomába. Ezen beszámol arról, hogy a líbiai királyt, Mereyt bűnösnek találta a héliupoliszi isteni tanács, melynek elnöke, Atum személyesen adta át fiának, a fáraónak a győzelem kardját. A szöveg kísértetiesen hasonlít II. Ramszesznek a kádesi csatát leíró felirataihoz, valamint egyik érdekessége, hogy itt esik először említés Izrael népéről egy futó félmondat formájában, bár nem államként, csak törzsként. Ennek alapján a sztélét Izrael-sztélének is szokták nevezni.
A líbiaiak és a tengeri népek törzsszövetsége vereségük után felbomlott, és Egyiptom egy ideig békében élhetett. Merenptah uralkodása hátralévő idejében építkezéseinek szentelte idejét.

### Építkezései
Mivel Ramszesz már Egyiptom legtöbb jelentős műemlékét helyrehozatta, Merenptahnak már nem sok teendője maradt azon kívül, hogy nevét mindenhová felvéseti az apjáé mellé. Mivel már idős korban került trónra, természetesen sietve hozzálátott sírja és halotti temploma elkészíttetéséhez. A halotti templom Théba nyugati partján épült, a Ramesszeum és III. Amenhotep halotti temploma között, az utóbbi, részben összeomlott épületnek a köveit felhasználva. A halotti templom azonban sajnos már elpusztult.
A főváros szerepét továbbra is a Ramszesz által épített Per-Ramszesz töltötte be, de Memphisz is kezdte visszanyerni további fontosságát; épült itt, Ptah temploma mellett egy palota, mely ünnepségek alkalmával a fáraó szálláshelyéül szolgálhatott, és trónteremmel, tíz hálószobával és majdnem ugyanennyi fürdőszobával rendelkezett.

### Családja és a trónutódlás

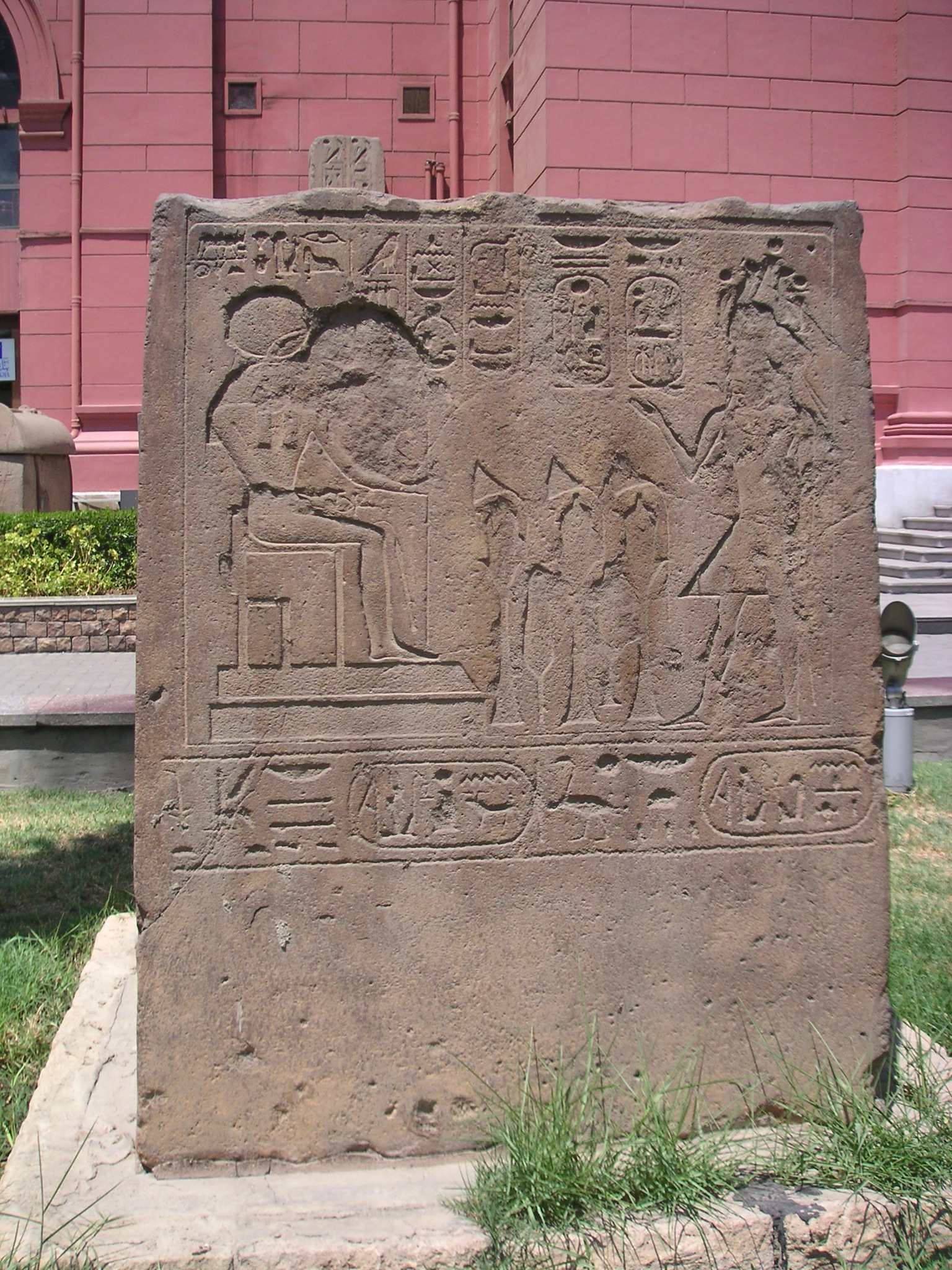
Sztélé, melyet Merenptah emeltetett apja és Hórusz tiszteletére

Merenptah felesége, Iszetnofret vagy a testvére, vagy az unokahúga volt. Lehetséges, hogy a felesége volt a későbbi trónbitorló anyja, Tahát, de az is lehet, hogy a menye. Három fiáról tudunk, Széthi-Merenptah, Merenptah és Haemuaszet hercegekről; egy helyütt említenek egy Iszetnofret nevű hercegnőt, aki feltehetőleg a lánya volt.
Legidősebb fiát, Széthi-Merenptah herceget (aki feltehetőleg a későbbi II. Széthivel azonos) Merenptah már életében kinevezte örökösévé, és ennek megfelelő címekkel halmozta el („A Két Föld örököse”, „generalisszimusz”, „első herceg”). Valószínű azonban, hogy II. Ramszesz nagyszámú utóda közt voltak még, akik szerették volna megkaparintani a kettős koronát, és Merenptah halála után hatalmi harc tört ki. Széthi-Merenptah feltehetőleg nem tartózkodott az udvarnál apja halálakor, és a hatalmat Amenmessze ragadta magához, akinek származását rejtély övezi, de még az is lehet, hogy vagy Merenptah, vagy Széthi-Merenptah fia volt. Amenmesszét négy évig tartó uralkodás után győzte le II. Széthi, aki ezután a bitorló minden nyomát igyekezett eltüntetni a történelemből.
Hogy Amenmessze megszerezhette magának a trónt a jogos örökössel szemben, nemcsak azt mutatja, hogy viszály zajlott a királyi családban, hanem az ekkor uralkodó bürokratikus válságnak is köszönhető volt. II. Ramszesz uralkodásának végére már látszottak a jelei annak a gazdasági válságnak, amelyet a földközi-tengeri térség éhínségei és járványai miatti bevételkiesés okozott: az építkezéseken egyre hanyagabb munkát végeztek és egyre több újrahasznosított építőkövet használtak. Nem segített a helyzeten, hogy Merenptah halála után gyorsan váltották egymást a hatalmon lévők – az egymással viszálykodó Amenmessze és II. Széthi, majd a kiskorú Sziptah és a zsarnokként számon tartott Tauszert. Végül a XX. dinasztiát megalapító Széthnaht uralkodása alatt stabilizálódott az ország helyzete.

### Sírja és múmiája
Merenptah sírja a Királyok völgye egyik oldalvölgyében helyezkedik el, nem messze apja (KV7) és fivérei (KV5) sírjától. Ramszesz sírjától eltérően ez a sír egyetlen tengely mentén épült, így átmenetet képez a XIX. dinasztiabeli és az egyenes vonalú XX. dinasztiabeli sírok közt. A sír díszítésében jelentős szerep jut a Halottak könyve és az Amduat könyve jeleneteinek. A bejárat közelében található domborművek sokkal szebben kidolgozottak, mint a beljebb található, elnagyolt díszítés; a fáraó feltehetőleg siettette a sír elkészülését. A sírt Howard Carter tárta fel 1903-ban.

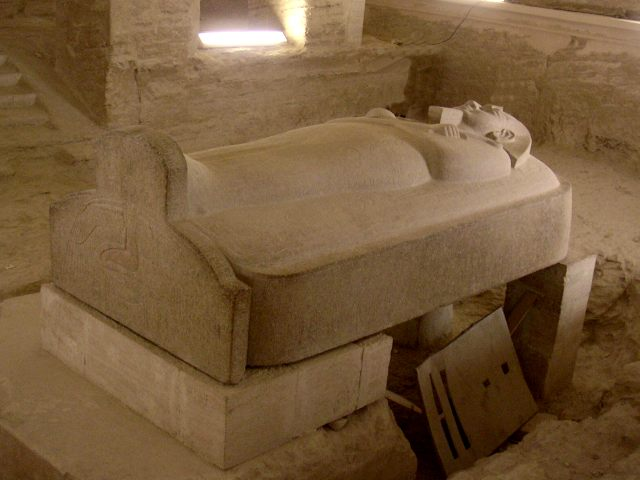
A szarkofág

A fáraó bebalzsamozott testét négy egymásba helyezett kőszarkofágban – ebből három négyszögletes volt, ezeket vörös gránitból faragták, a legbelső, ember alakú pedig fehér kalcitból készült – temették el. Nem sokáig nyugodhatott sírjában; már a XXI. dinasztia idején eltávolították innen, a rossz állapotban lévő múmiáról eltulajdonították az amuletteket, majd újrapólyálták, és II. Amenhotep sírjába (KV35) helyezték, ahová több más királymúmiát is vittek a fosztogatók elől. Ezt a sírt Victor Loret fedezte fel.
A múmiát Kairóba szállították, ahol 1907. július 8-án G. Elliot Smith bontotta ki, hogy vizsgálatokat végezzen rajta. Megállapította, hogy Merenptah 1,714 m magas volt, és emlékeztetett Ramszeszre, de még jobban hasonlított nagyapjára, I. Széthire. Élete végén köszvény és érelmeszesedés gyötörte, fogai éppúgy elkoptak, mint apjáé (ez általános volt a magas kort megért egyiptomiaknál, a durva őrlésű gabonából készült kenyér okozta). A múmia rossz állapotban volt, mert a balzsamozók nem végeztek túl gondos munkát, és a sírrablók is durván bántak a testtel.
Érdekességként megemlítendő, hogy a balzsamozás mellékhatásaként a múmiára lerakódó sóréteget a test felfedezésekor bizonyítéknak tartották arra nézve, hogy Merenptah volt a bibliai Exodus fáraója, és Mózes népének üldözésekor a tengerbe fulladt. Amennyiben a bibliai történeteket valóságosnak vesszük, felmerülhet a kérdés, ki volt a Mózes második könyvében szereplő fáraó, akit nem említenek név szerint. Az elméletek, melyek az eseményeket Ramszesz vagy Merenptah uralkodása idejére datálják, egyrészt azon alapulnak, hogy a Biblia említi a Ramszesz fővárosának építésén dolgozó zsidókat (2Móz 1:11), másrészt azon, hogy Merenptah ún. Izrael-sztéléje már Egyiptomon kívül élő népként említi Izráel népét.

## Titulatúra
A fáraók titulatúrájának magyarázatát és történetét lásd az Ötelemű titulatúra szócikkben.
| G5 |

| G5 |

| E2 · D40 | A28 | Aa15 · Aa11 · t | C10 |

| E2 · D40 | A28 | Aa15 · Aa11 · t | C10 |

| E2 · D40 | A28 | Aa15 · Aa11 · t | C10 |

| E2 · D40 | A28 | Aa15 · Aa11 · t | C10 |

| G5 |

| G5 |

| E2 · D40 | A28 | Aa15 · Aa11 · t | C10 |

| E2 · D40 | A28 | Aa15 · Aa11 · t | C10 |

| E2 · D40 | A28 | Aa15 · Aa11 · t | C10 |

| E2 · D40 | A28 | Aa15 · Aa11 · t | C10 |

| G16 |

| G16 |

| D4 · G30 | Z3 | r · N17 · Z1 · N21 | S3 | U33 | i | m | V28 | G43 | T14 | A1 · A1 · N17 | Z3 |

| D4 · G30 | Z3 | r · N17 · Z1 · N21 | S3 | U33 | i | m | V28 | G43 | T14 | A1 · A1 · N17 | Z3 |

| G16 |

| G16 |

| D4 · G30 | Z3 | r · N17 · Z1 · N21 | S3 | U33 | i | m | V28 | G43 | T14 | A1 · A1 · N17 | Z3 |

| D4 · G30 | Z3 | r · N17 · Z1 · N21 | S3 | U33 | i | m | V28 | G43 | T14 | A1 · A1 · N17 | Z3 |

| G8 |

| G8 |

| nb | G54 | O29 · N37 · I9 | F8 |

| nb | G54 | O29 · N37 · I9 | F8 |

| G8 |

| G8 |

| nb | G54 | O29 · N37 · I9 | F8 |

| nb | G54 | O29 · N37 · I9 | F8 |

| M23 | L2 |

| M23 | L2 |

| C12 | C2 | N36 · n | E11 |

| C12 | C2 | N36 · n | E11 |

| C12 | C2 | N36 · n | E11 |

| C12 | C2 | N36 · n | E11 |

| C12 | C2 | N36 · n | E11 |

| C12 | C2 | N36 · n | E11 |

| C12 | C2 | N36 · n | E11 |

| C12 | C2 | N36 · n | E11 |

| M23 | L2 |

| M23 | L2 |

| C12 | C2 | N36 · n | E11 |

| C12 | C2 | N36 · n | E11 |

| C12 | C2 | N36 · n | E11 |

| C12 | C2 | N36 · n | E11 |

| C12 | C2 | N36 · n | E11 |

| C12 | C2 | N36 · n | E11 |

| C12 | C2 | N36 · n | E11 |

| C12 | C2 | N36 · n | E11 |

| G39 | N5 | \| \| |
|     |    |       |

|  |

| G39 | N5 | \| \| |
|     |    |       |

|  |

| C19 | C10 | N36 · n | R4 · D2 · Z1 |

| C19 | C10 | N36 · n | R4 · D2 · Z1 |

| C19 | C10 | N36 · n | R4 · D2 · Z1 |

| C19 | C10 | N36 · n | R4 · D2 · Z1 |

| C19 | C10 | N36 · n | R4 · D2 · Z1 |

| C19 | C10 | N36 · n | R4 · D2 · Z1 |

| C19 | C10 | N36 · n | R4 · D2 · Z1 |

| C19 | C10 | N36 · n | R4 · D2 · Z1 |

| G39 | N5 | \| \| |
|     |    |       |

|  |

| G39 | N5 | \| \| |
|     |    |       |

|  |

| C19 | C10 | N36 · n | R4 · D2 · Z1 |

| C19 | C10 | N36 · n | R4 · D2 · Z1 |

| C19 | C10 | N36 · n | R4 · D2 · Z1 |

| C19 | C10 | N36 · n | R4 · D2 · Z1 |

| C19 | C10 | N36 · n | R4 · D2 · Z1 |

| C19 | C10 | N36 · n | R4 · D2 · Z1 |

| C19 | C10 | N36 · n | R4 · D2 · Z1 |

| C19 | C10 | N36 · n | R4 · D2 · Z1 |